# Clistopyga plana
Clistopyga plana là một loài tò vò trong họ Ichneumonidae.